# Pałac Ziemstwa Pomorskiego

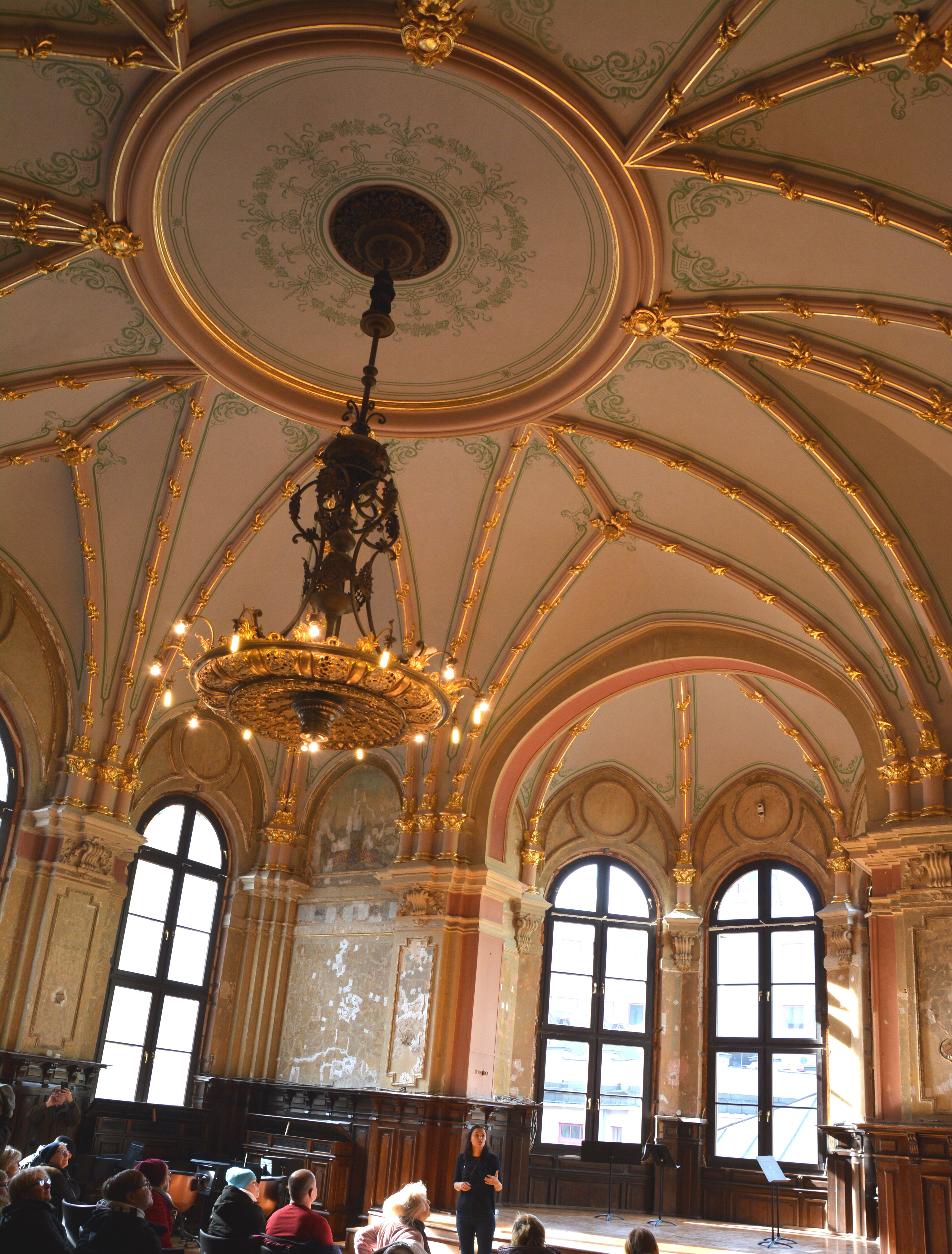
Dawna sala posiedzeń (częściowo odrestaurowana)

Pałac Ziemstwa Pomorskiego – szczeciński pałac usytuowany przy al. Niepodległości 40. Zbudowany w latach 1893–1895 w stylu neobarokowym dla Towarzystwa Ziemstwa Pomorskiego – organizacji założonej w 1781 r. i skupiającej bogatych właścicieli ziemskich z terenu Pomorza. W budynku miał swoją siedzibę Bank Hipoteczny Towarzystwa.

## Historia
Projektantem gmachu był szczeciński architekt Emil Drews. Budynek posiada bogato zdobioną fasadę o cechach monumentalnych oraz dwa skrzydła boczne o różnej długości. Szczególnie dekoracyjny jest środkowy ryzalit budowli – z podjazdem, położonym nad nim balkonem zdobionym rzeźbami rycerza i rolnika oraz tympanonem, na którym umieszczony został dziewięciopolowy herb księstwa pomorskiego oraz gryf trzymający tarczę z inicjałami króla pruskiego Fryderyka II. Widoczna poniżej data „1781” odnosi się do roku założenia Towarzystwa Ziemskiego.
Dekoracyjność pałacu podkreśla boniowana elewacja parteru i pierwszego piętra, bogate opaski okienne oraz kolumnada podtrzymująca tympanon. Liczne pomieszczenia wewnątrz budynku zachowały swój historyczny wygląd i bogate zdobienia.
Po II wojnie światowej w Pałacu mieściły się instytucje bankowe: początkowo – Pocztowa Kasa Oszczędności później – Powszechna Kasa Oszczędności. Do 2014 roku w gmachu miał swoją siedzibę bank PKO BP (od listopada 2014 oddział banku został przeniesiony do biurowca Brama Portowa II).
Przez pewien czas z budynku korzystały również szkoły ekonomiczne, obecnie należy do Akademii Sztuki, mieści się w nim Wydział Muzyczny. 
Pałac (nr. rej. A-894 z 12.07.1976) znajduje się w rejestrze zabytków.

## Zdjęcia

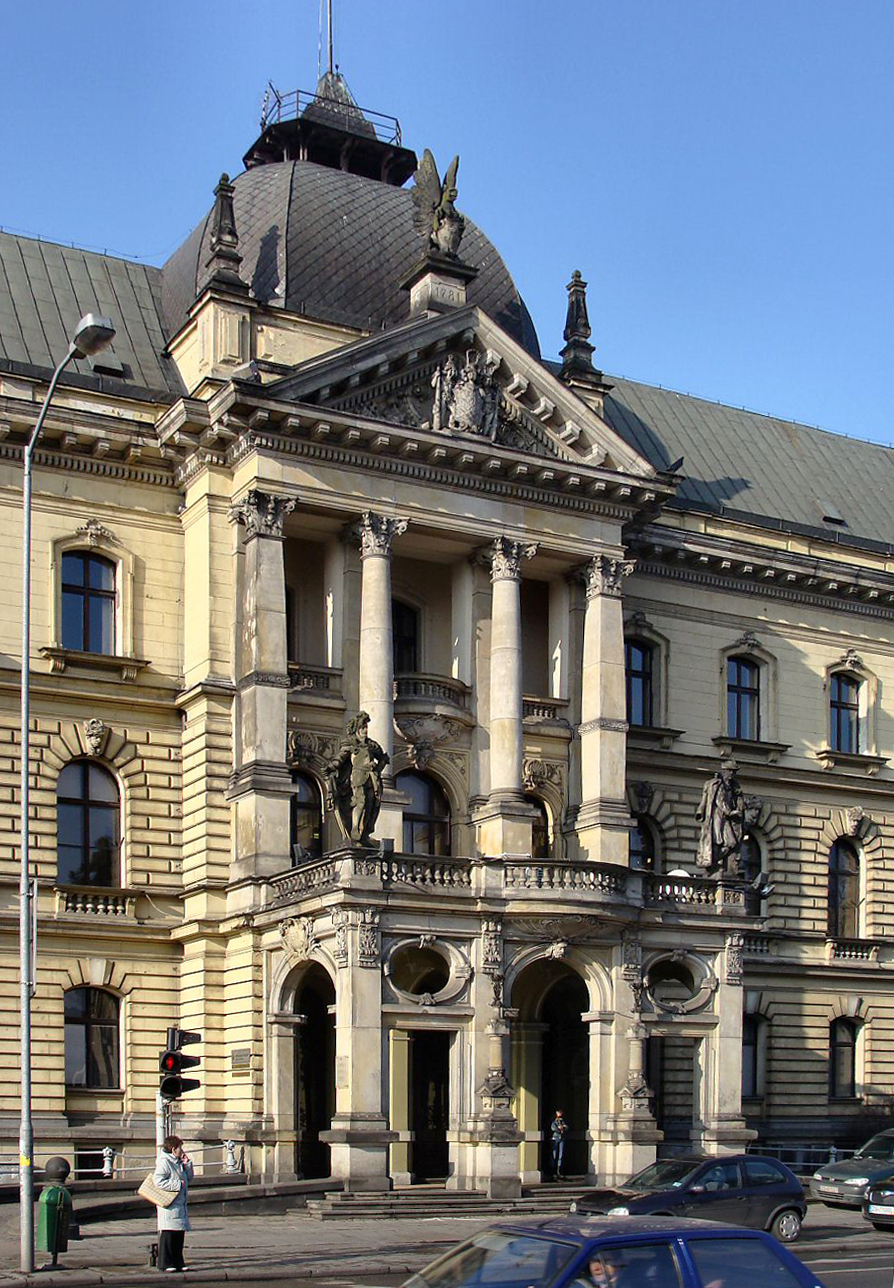
ryzalit
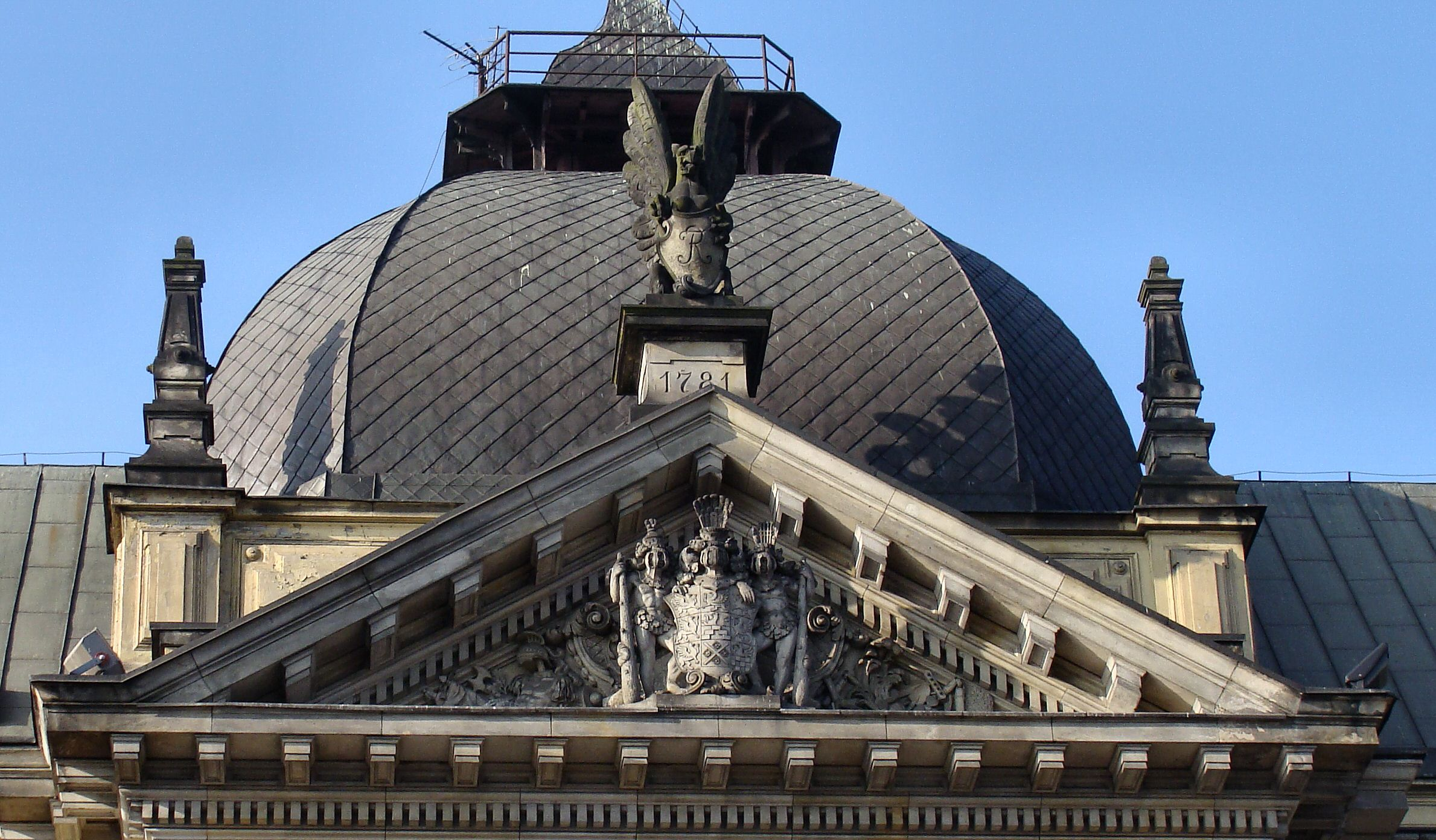
tympanon
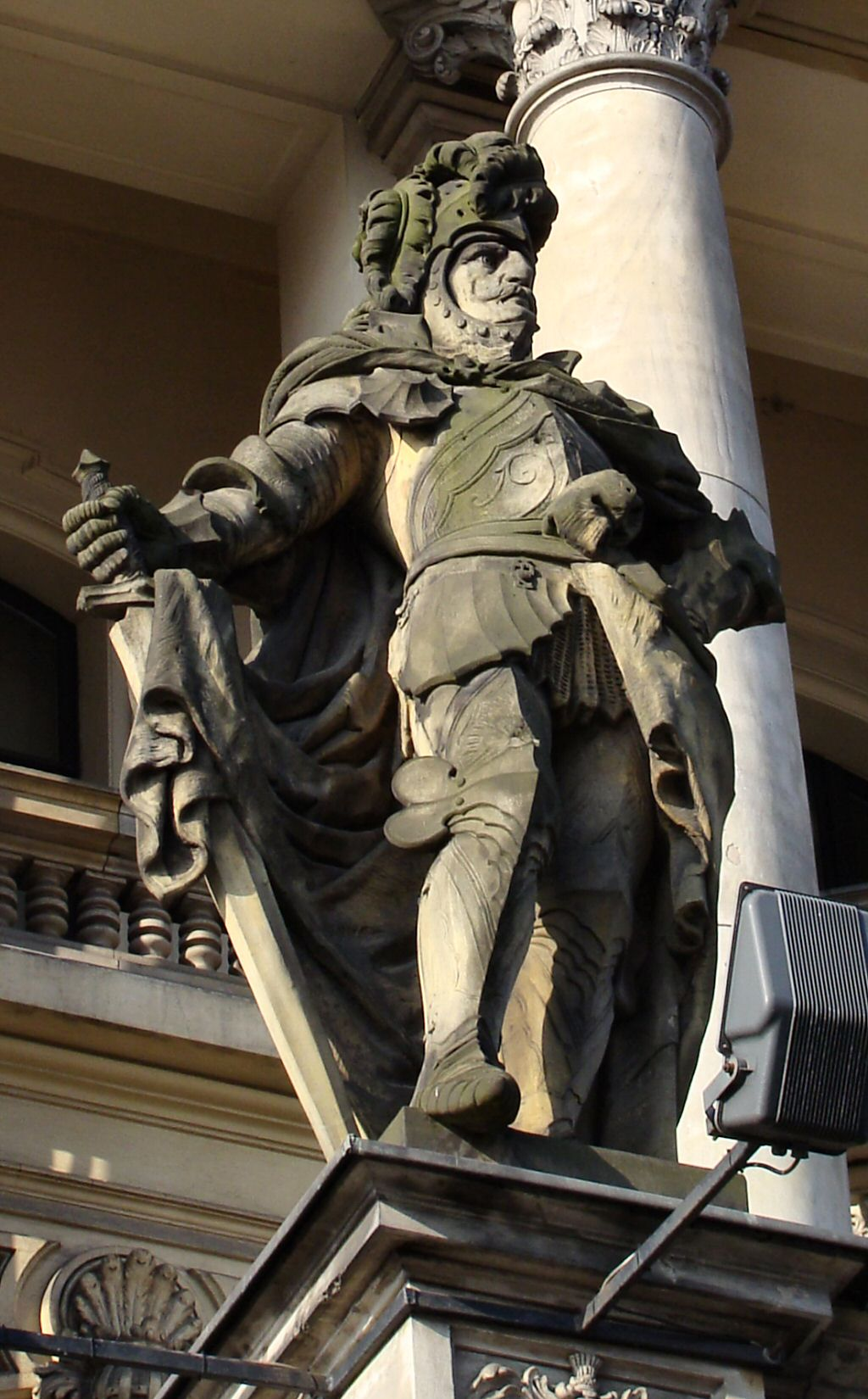
rzeźba rycerza
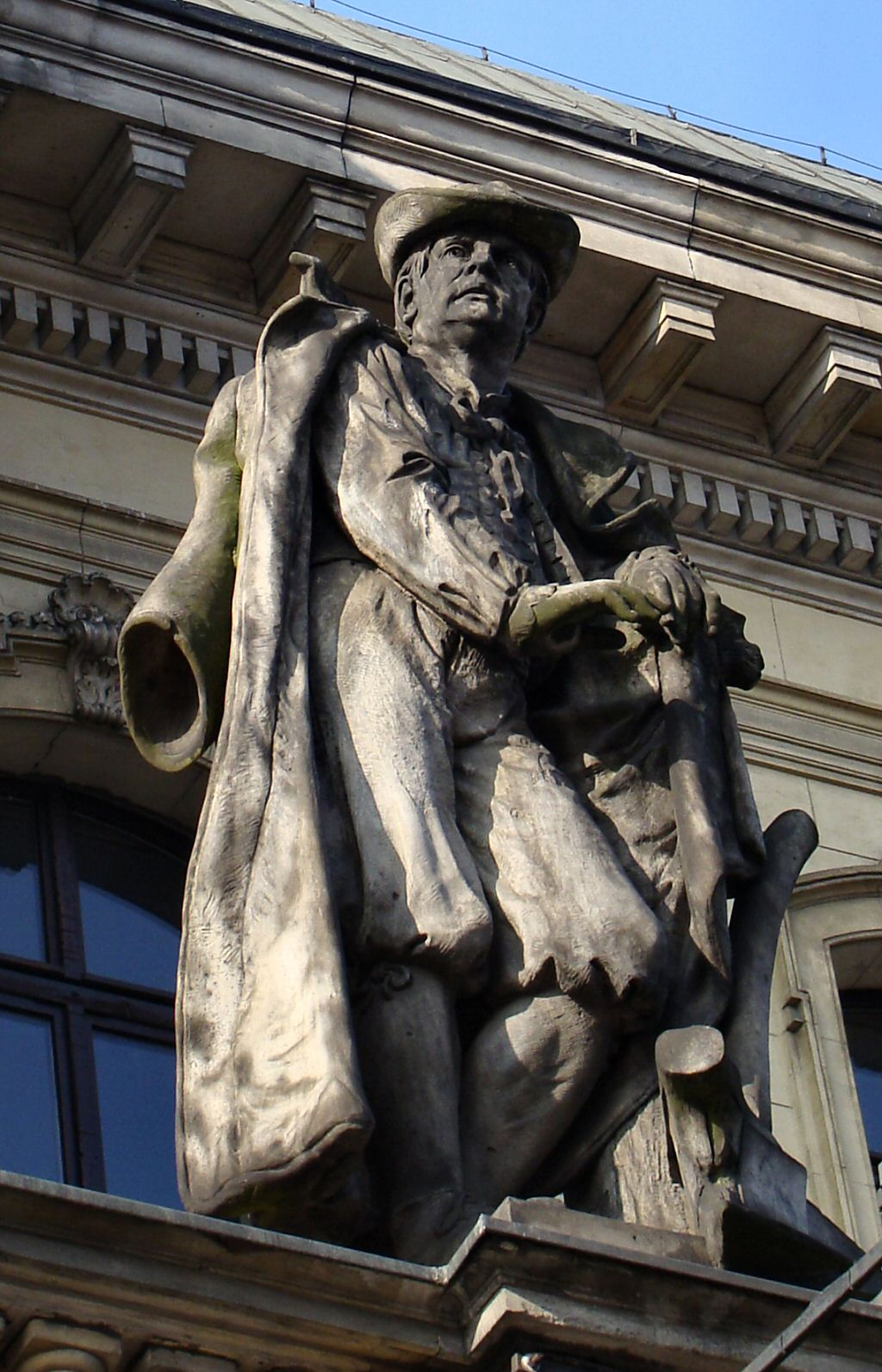
rzeźba rolnika